# Josef Hubáček (malíř)
Josef Hubáček (2. prosince 1899 Praha – 10. října 1931 Praha) byl český akademický malíř, žák krajinářské speciálky prof. Otakara Nejedlého.

## Život
Josef Hubáček pocházel ze skromných dělnických poměrů a jeho rodiče předčasně zemřeli. Matka umírá již v roce 1915 a jeho otec, železniční dělník, o rok později v r. 1916. Jako výborný gymnaziální student dává kondice a v r. 1917 rukuje na italskou frontu. Po návratu krátce pracuje jako bankovní úředník. V letech 1920–1922 studoval na Uměleckoprůmyslové škole v Praze u A. Hofbauera. V r. 1920 zřejmě první návštěva v Německé Rybné s Janem Slavíčkem. V letech 1922–1926 studoval na Akademii výtvarných umění v Praze nejdříve u A. Brömse a V. Nechleby a poslední dva roky v krajinářské speciálce prof. Otakara Nejedlého. V r. 1924 malířský pobyt na Korčule. V roce 1925 maluje s Nejedlého školou v Cagnes sur Mer a v následujícím roce v Antibes. Zřejmě po momentální neshodě s prof. O. Nejedlým týkající se dalšího uměleckého směřování (vzpomínky spolužáka B. Dvorského) z Akademie v červnu 1926 předčasně odchází.
Dle Jana Slavíčka pro jeho umělecký vývoj bylo rozhodující léto 1926 strávené v Německé Rybné a v Liticích, kde namaloval obrazy, na základě kterých byl ve stejném roce přijat do SVU Mánes. Ještě v roce 1926 cestuje do Francie a na Korsiku, kam za ním v zimě přijede J. Slavíček. Tradovaná je jeho diskuse s J. Slavíčkem a B. Piskačem ve vinárně Kumanovo ve Vodičkově ulici ze září 1926, kde prohlásil: "Peníze, které bych musil sehnat na zakoupení potřebného zimníku, raději věnuji na cestu na jih." V letech 1927–1928 maloval s dřívějšími spolužáky z Akademie J. Slavíčkem a B. Piskačem v Německé Rybné. Následují pravidelné každoroční pobyty v Jistcích u Písku.
I v dalších letech, až do své předčasné smrti, opakovaně v zimních měsících navštěvuje Korsiku (zejména okolí přístavu Ajaccio), kde zajišťoval ubytování i pro žáky Nejedlého krajinářské speciálky v letech 1928 a 1929. V roce 1928 pobyt v opuštěném domku ve Finosellu absolvoval společně s B. Piskačem.
Český svět (12. 4. 1928) přináší rozsáhlý článek s bohatou fotografickou dokumentací o životě krajinářské speciálky na Korsice, kterou navštívil prefekt L. Marlier. Později (14. 6. 1928) reprodukuje obrazy Jos. Hubáčka Krajina u Ajaccia a Selské stavení na Korsice. Volné směry postupně publikují jeho korsické obrazy Z Ajaccia a Krajina s domem a viaduktem, Salon (15. 5. 1932) např. obrazy Mezi zahradami a Vila v Cap Ferratu.
Josef Hubáček umírá předčasně ve Vinohradské nemocnici ve věku třiceti jedna let nejspíše na bakteriální zánět nitroblány srdeční.
Pravidelně vystavoval se Spolkem výtvarných umělců Mánes doma i v zahraničí od r. 1925 (člen od r. 1926), který mu uspořádal posmrtnou výstavu na začátku roku 1932. Volné směry uveřejňují smuteční řeč prof. Otakara Nejedlého a vzpomínku dlouholetého přítele Jana Slavíčka.

## Dílo
Tvorbu Josefa Hubáčka lze zařadit do kontextu s první generací žáků prof. O. Nejedlého, např. J. Slavíčkem, B. Žufanem, B. Dvorským a A. Fišárkem. Josef Hubáček si po předčasném ukončení studia na Akademii v červnu 1926 pravidelně dopisuje s prof. O. Nejedlým, kterému se vyznává z obdivu ke C. Corotovi. O něco později mu O. Nejedlý přátelsky vytýká, že jeho tvorbu až příliš ovlivňuje P. Cézanne. Pod jeho vlivem maluje Hubáček např. obrazy Skály na Korsice (1928) a Domy na předměstí (1928). Výrazný vliv na jeho tvorbu měl G. Courbet, a to zejména v obrazech z Písecka nebo od říčky Doubravky, např. obrazy Skály (1929) nebo Sluj (1929). Patrný je vliv i A. Deraina, jak v obrazech krajinářských, tak i u některých zátiší, např. obrazy Z Korsiky (1926), Na dvorku (1927), Zátiší s hroznem (1928) a Kytice (1928).
Josef Hubáček byl syntetik, u kterého nelze, i vzhledem ke krátkému vymezenému času jeho života, jednoznačně určit směřování jeho tvorby. Z časového pohledu jsou "nelogicky" některé derainovské obrazy následovány obrazy malovanými pod vlivem G. Courbeta. Zdá se však, že jeho obrazy z posledních let Úvoz (1930) a Cap Ferrat (1931) představují završující syntézu předchozího hledání. Hubáčkovo dílo výstižně hodnotí J. Čapek "chtěl se zřejmě přiblížit té vysoké disciplíně, kterou klasická krajinomalba kdysi bývala" a V. V. Štech "Vzpíral se době, její pověře modernosti, levnému předstírání a snadnému dosahování originality." Kritičtější rozbor tvorby Josefa Hubáčka napsal malíř B. S. Urban v Národních listech (29. 1. 1932).

## Zastoupení ve sbírkách
- Národní galerie v Praze, např. obrazy Z Korsiky, Arzuita a Skála v lese
- Moravská galerie v Brně, např. obrazy Castellucio a Dům s vinicí
- Galerie hlavního města Prahy, např. obrazy Skály, Úvoz a Domy na předměstí (na venku)
- Oblastní galerie v Liberci, např. obrazy Ajaccio, Skalky v lese a Splav v Jistci
- Galerie umění Karlovy Vary, např. obrazy Golf d´Ajaccio a Skála v lese
- Galerie výtvarného umění v Chebu, např. obrazy Z Bubenče a Osamělý dům
- Galerie Středočeského kraje, např. obrazy Akvadukt, Les a Zátiší

## Galerie

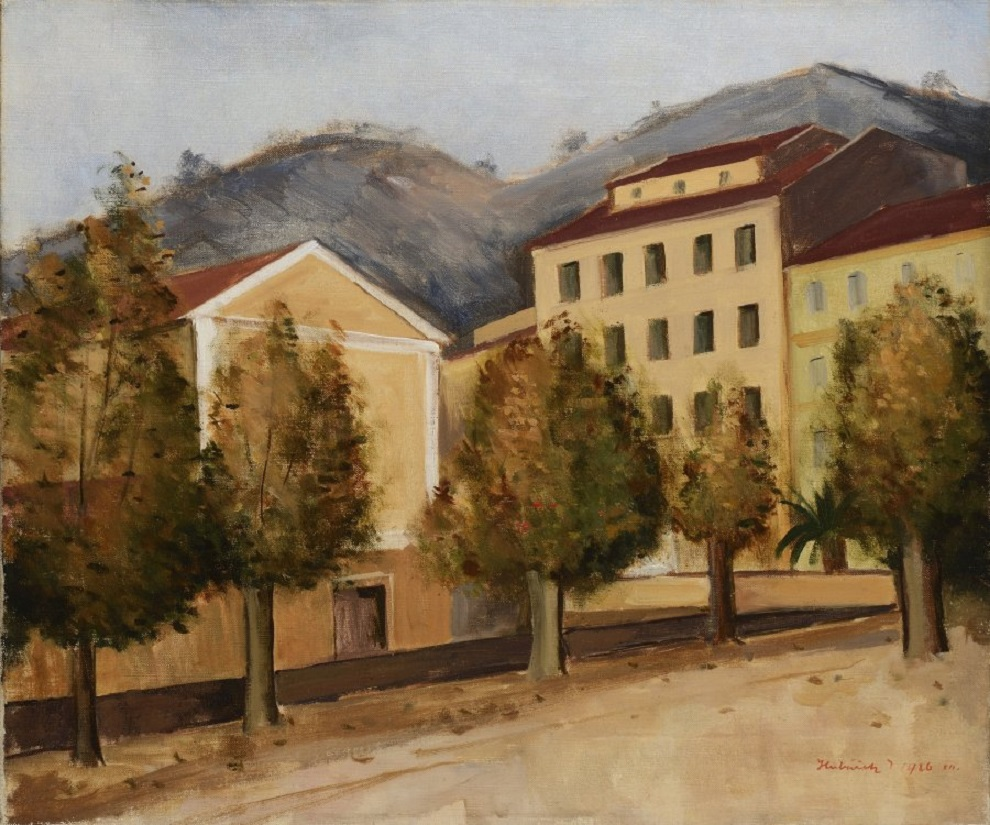
Josef Hubáček Z Korsiky (1926)
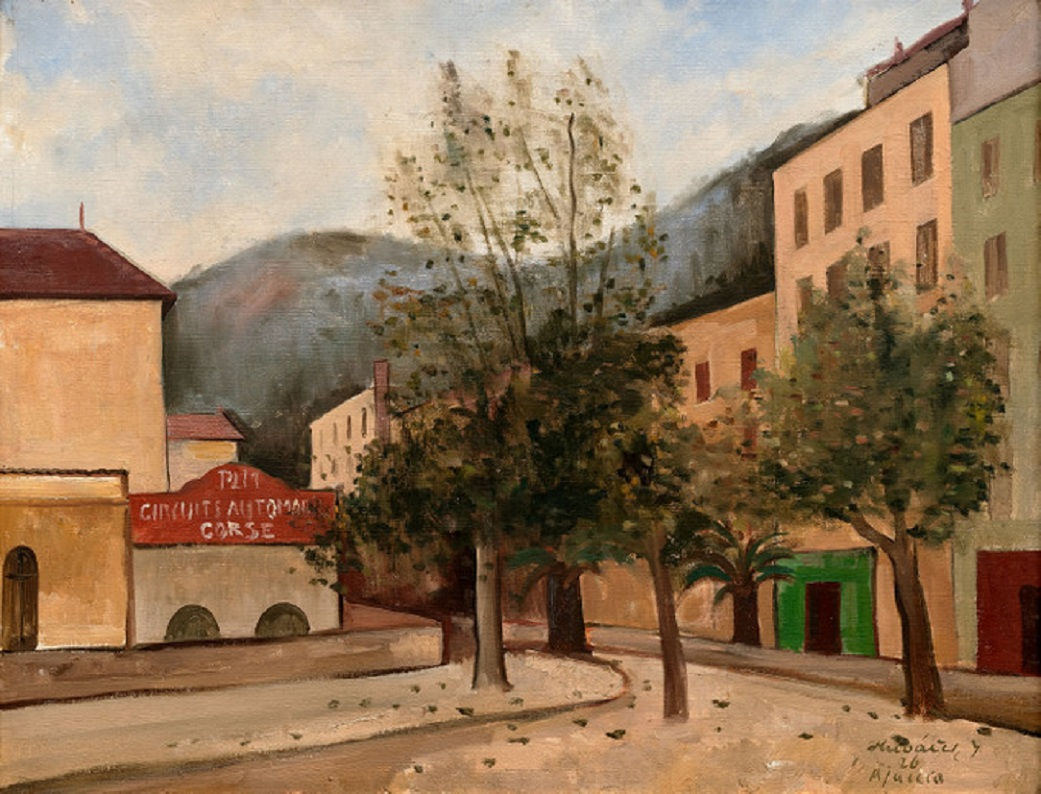
Josef Hubáček Z Ajaccia (1926)
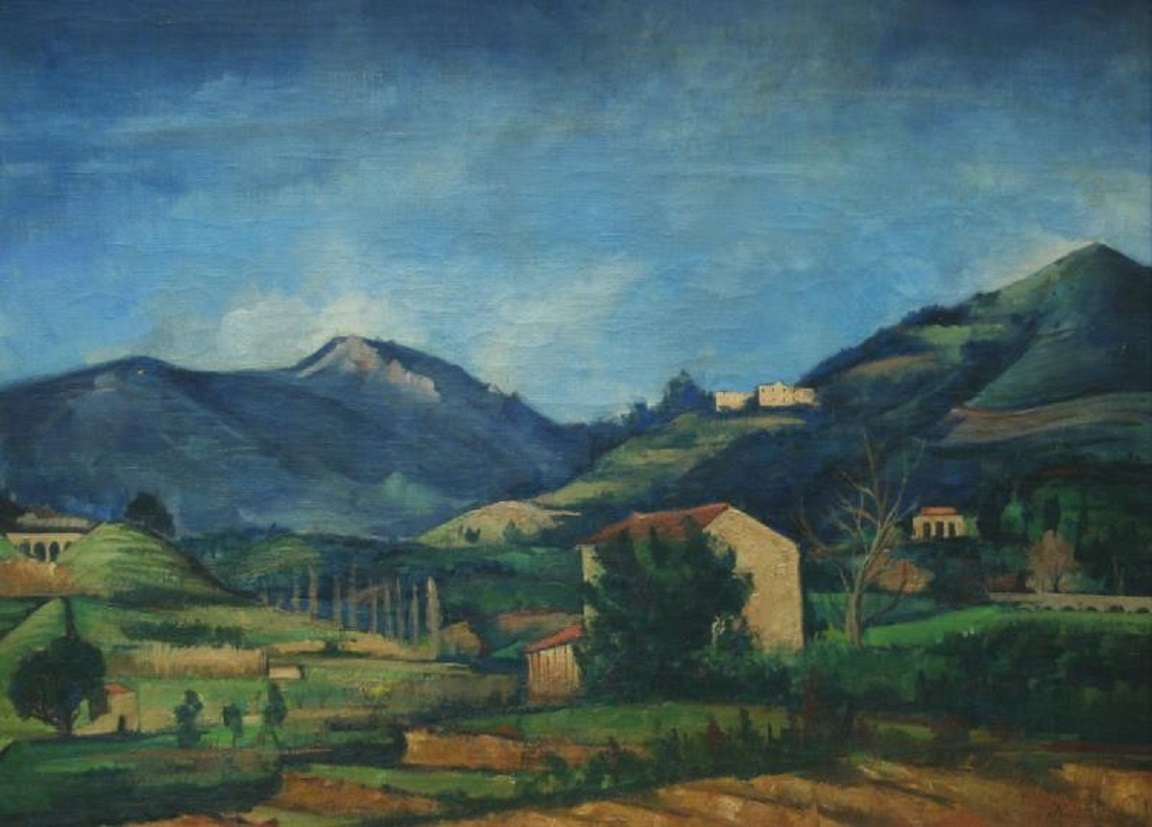
Josef Hubáček Castellucio (1928)
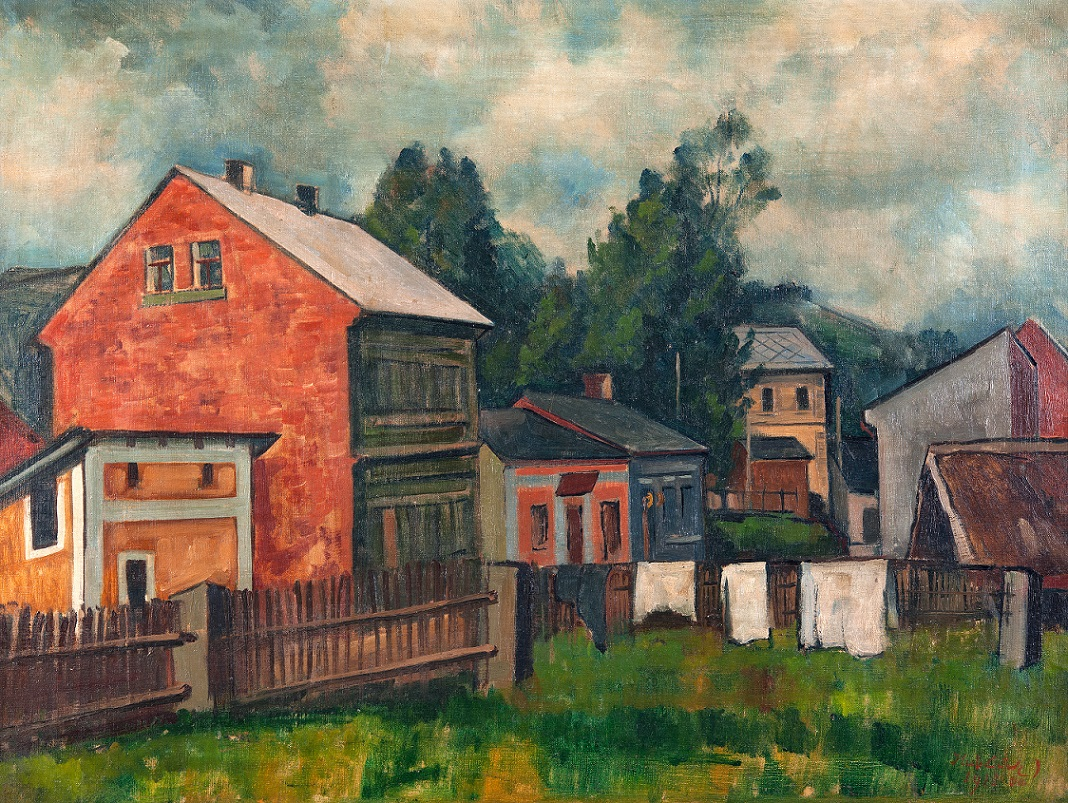
Josef Hubáček Domy na předměstí (1928)
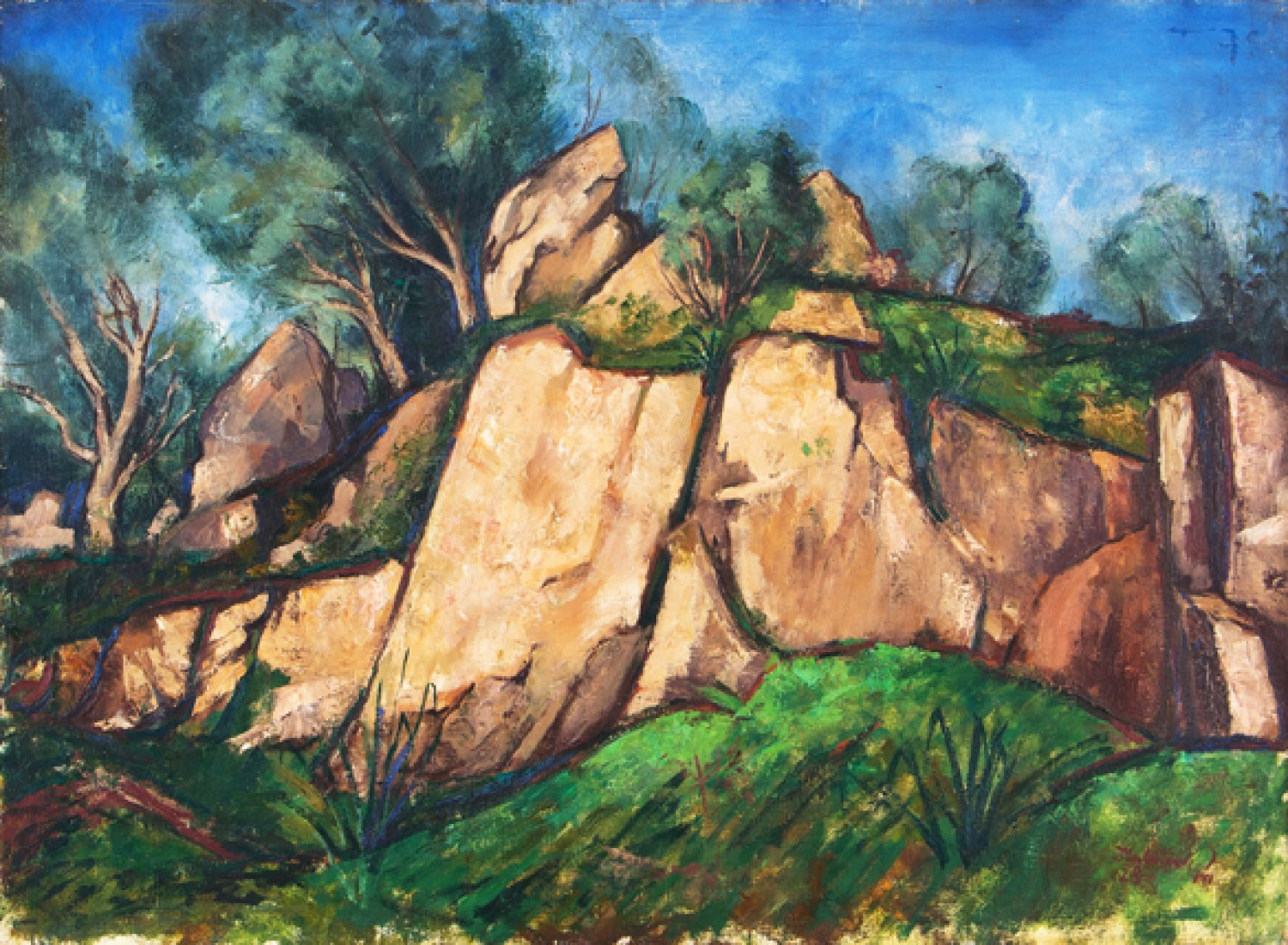
Josef Hubáček Skály na Korsice (1928)
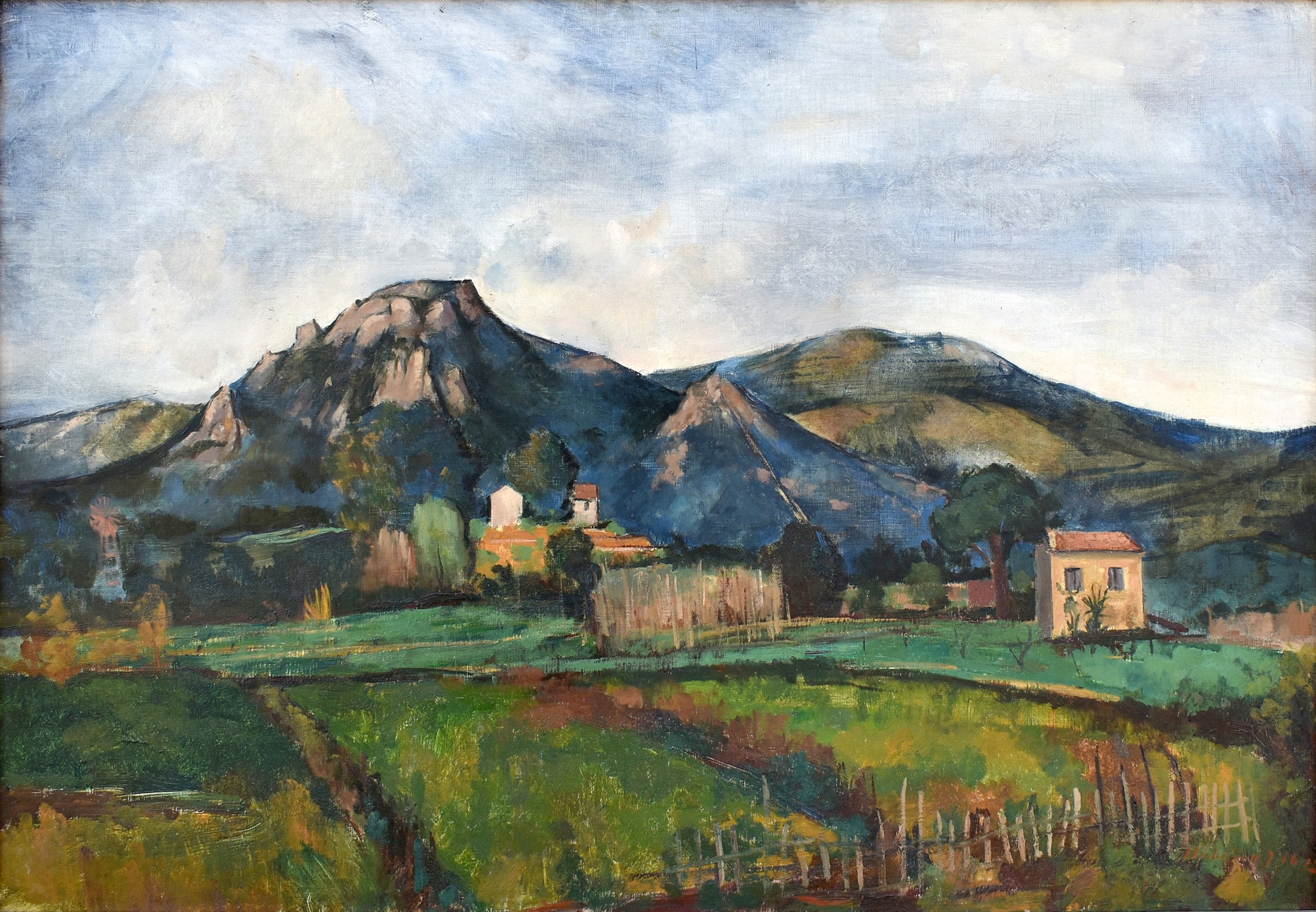
Josef Hubáček  Motiv z Korsiky (1928)
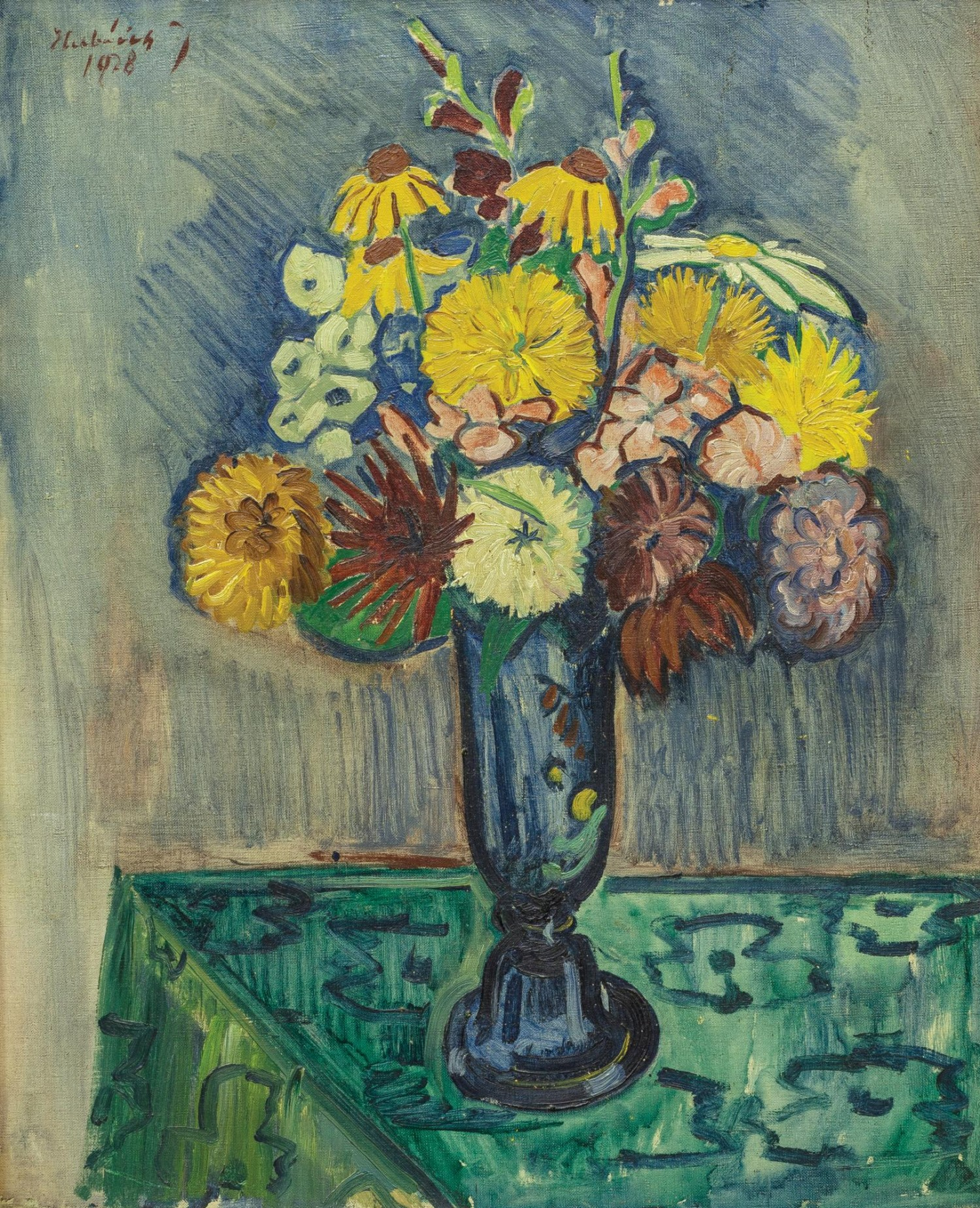
Josef Hubáček Kytice (1928)
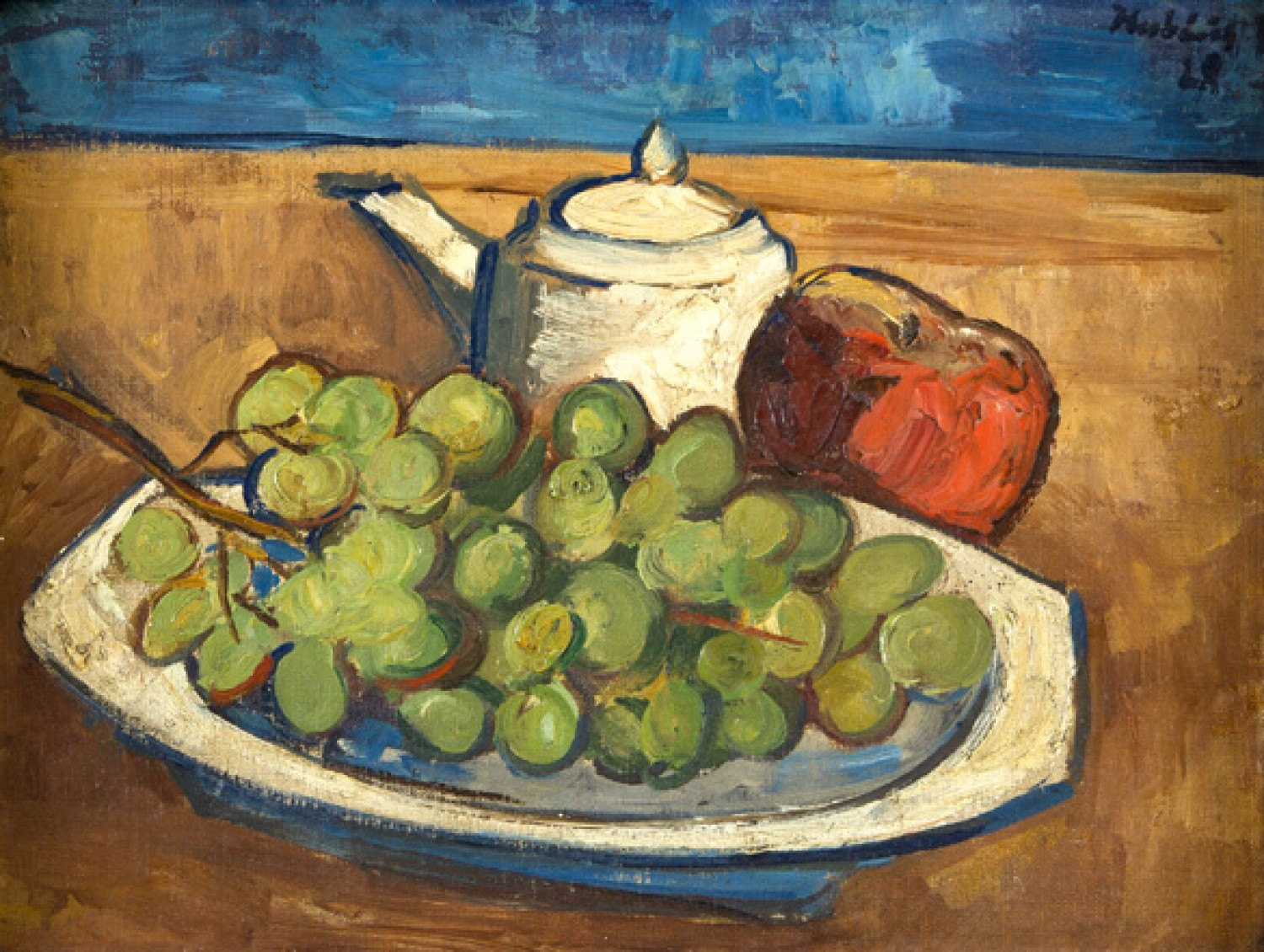
Josef Hubáček Zátíší s hroznem (1928)
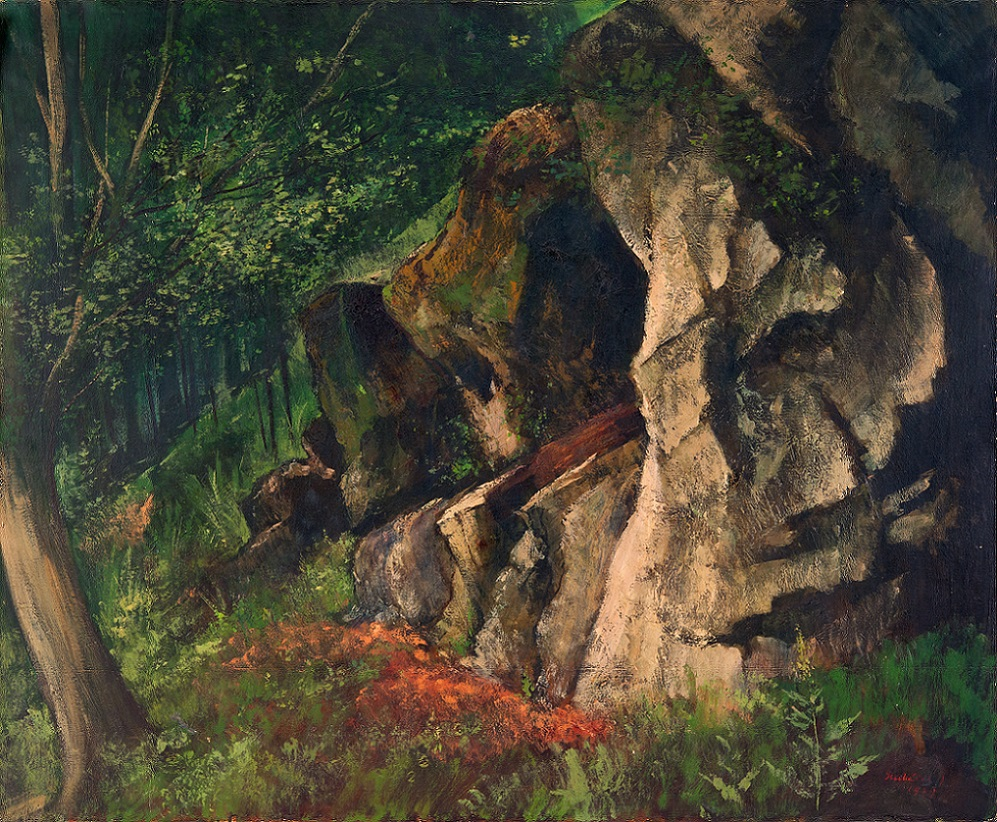
Josef Hubáček Skály (1929)
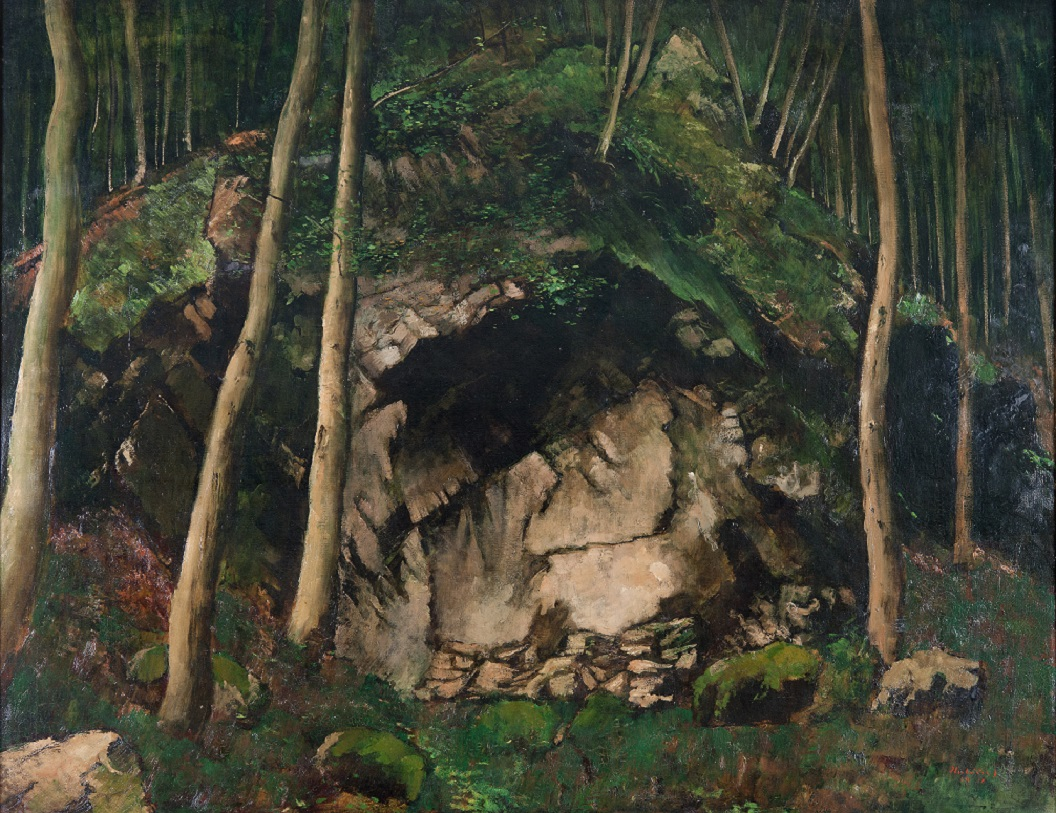
Josef Hubáček Sluj (1929)
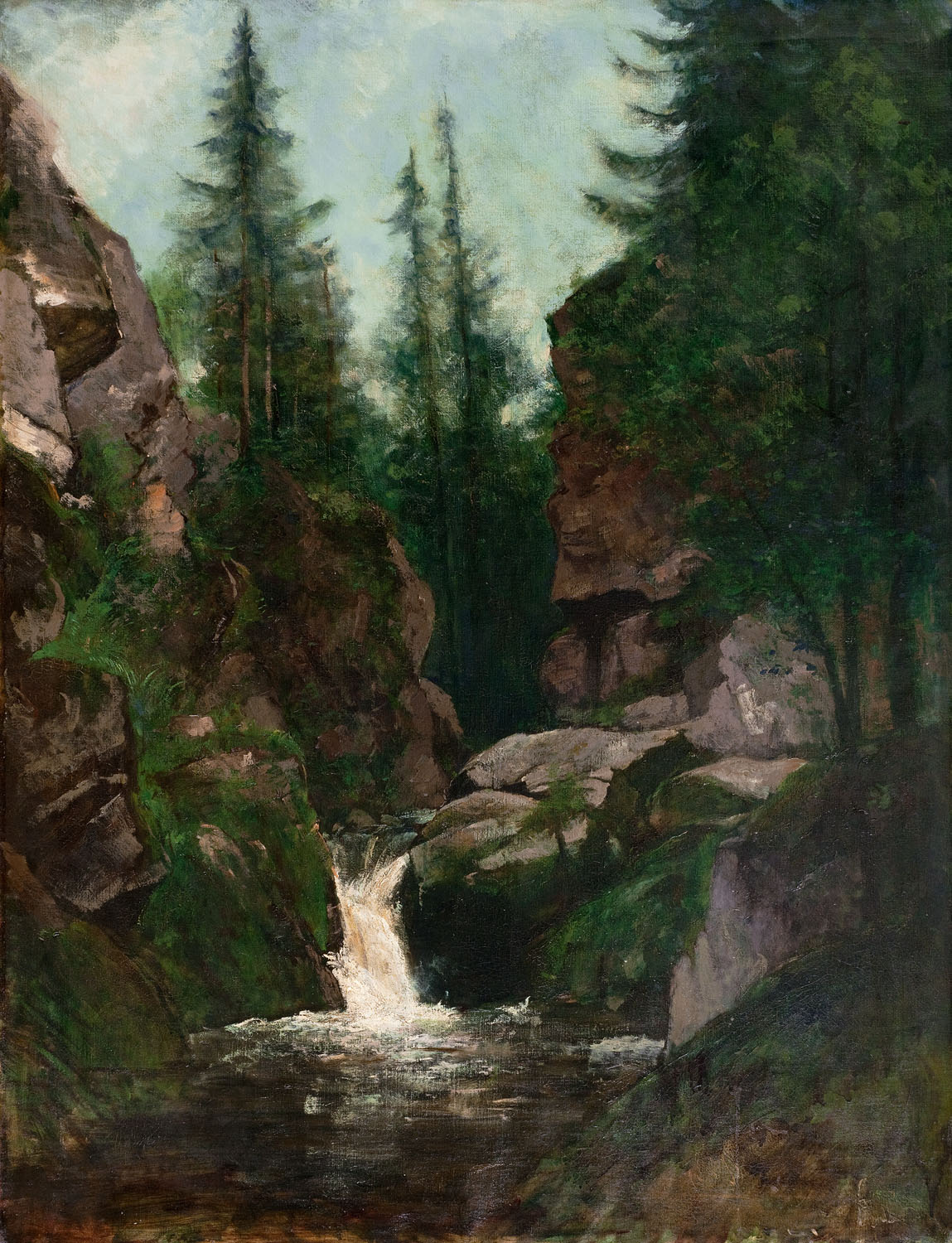
Josef Hubáček Koryto Doubravky
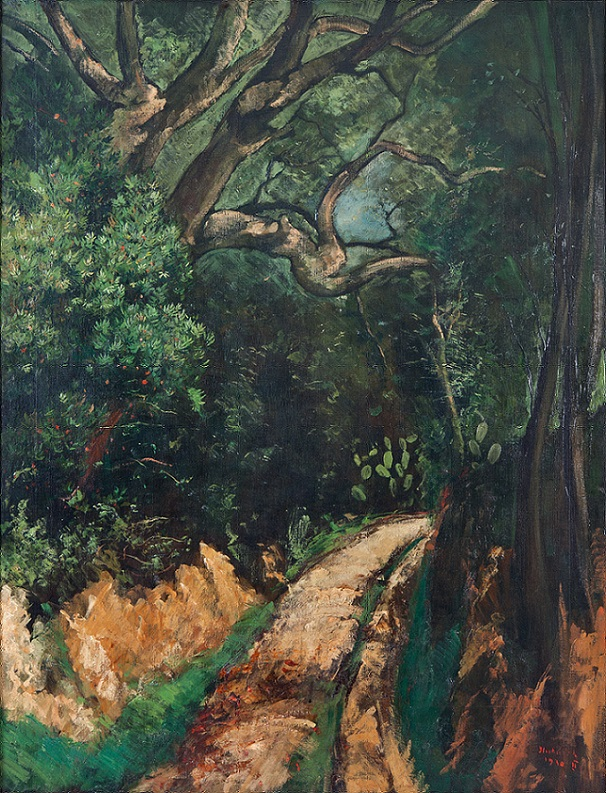
Josef Hubáček Úvoz (1930)
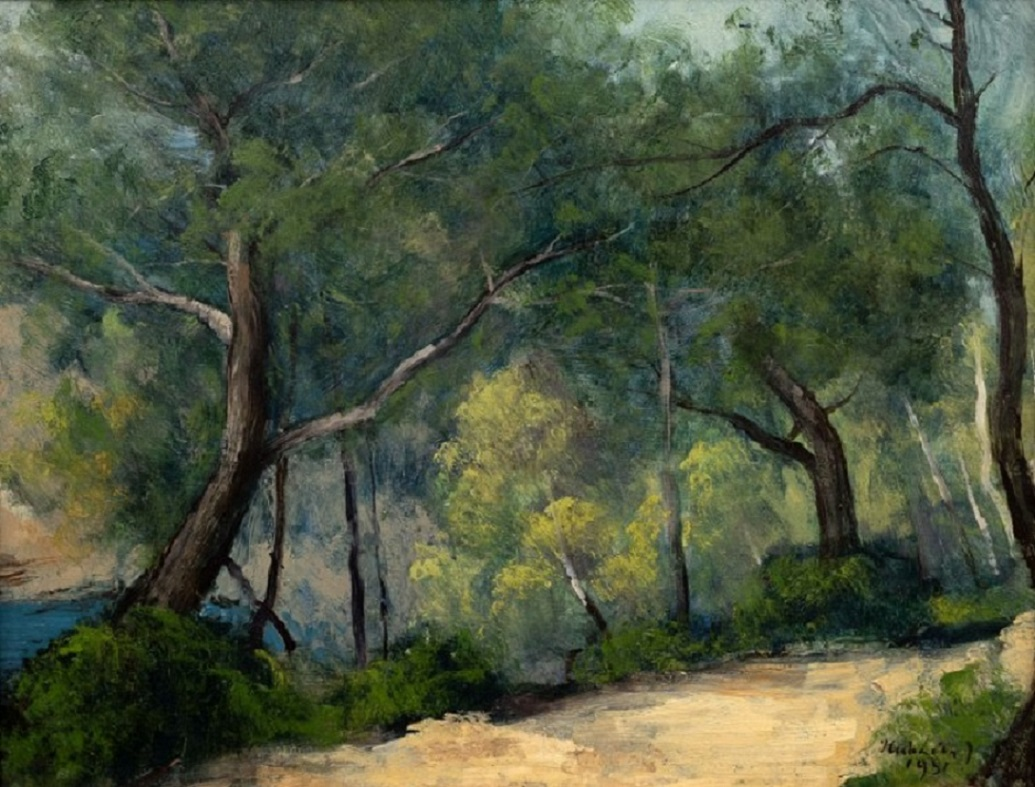
Josef Hubáček Korsika (1931)
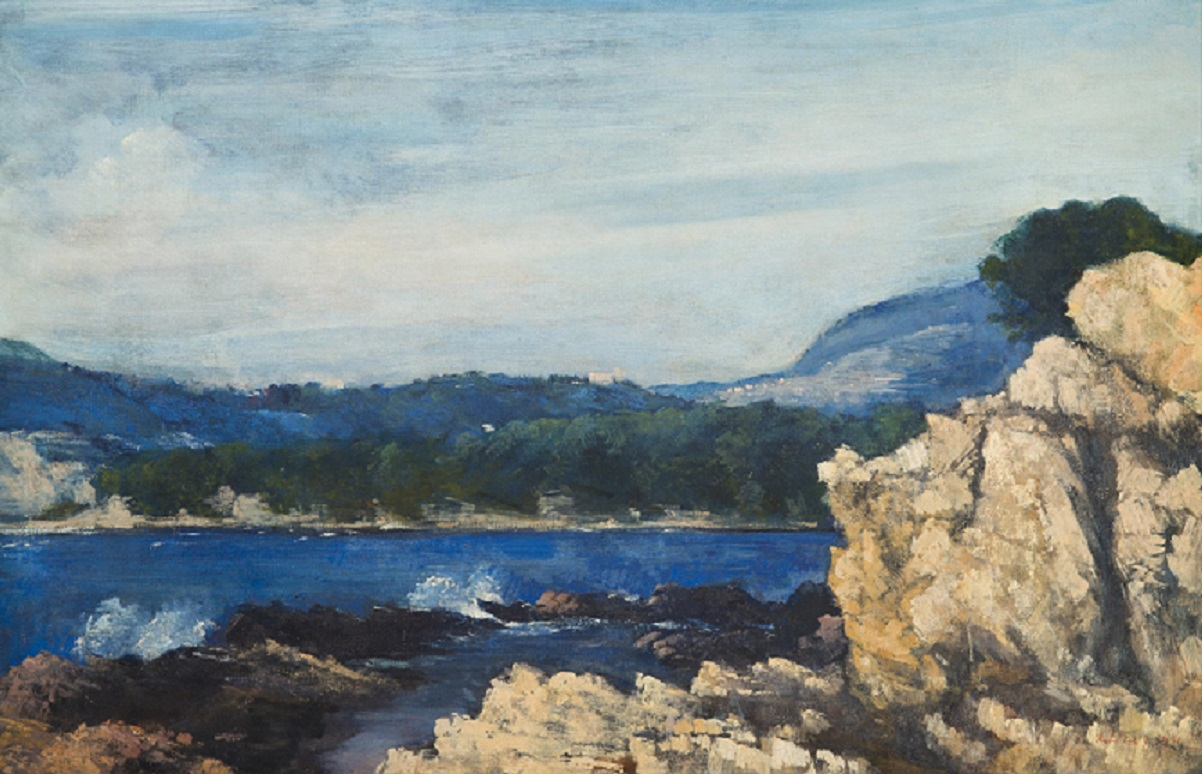
Josef Hubáček Cap Ferrat (1931)